# Eulagisca gigantea
Антарктическая полихета (лат. Eulagisca gigantea) — вид морских многощетинковых червей из семейства Polynoidae.

## Открытие вида
В 1939 году занесены в Мировой регистр морских видов. После этого новых документальных сведений об антарктической полихете не появилось.

## Описание
Eulagisca gigantea вырастает до 20 см в длину и до 10 см в ширину. Метамерное тело (40 сегментов) дорсовентрально уплощено. Первый сегмент тела, имеющий овальную форму, скрыт сзади кожной складкой. Во время охоты полихета выворачивает глотку с хитиновыми челюстями наружу, тем самым тело червя увеличивается в длину на четверть. Верхняя часть тела полихеты скрыта под защитными парными пластинами, а каждый сегмент содержит пару лопастевидных параподий с золотистыми щетинками.

## Питание
Наличие мощных челюстей на глотке свидетельствует о том, что антарктическая полихета является хищником, но полностью питание не изучено из-за сложности изучения.

## Место обитания
Этот вид многощетинковых червей находят в гидротермальных источниках Антарктики